# Окунь смугастий
Окунь смугастий (Morone saxatilis) — риба родини Моронових, що широко вирощується для вживання в їжу та популярна серед рибалок східної Північної Америки.
Ареал охоплює басейн західної Атлантики від Річки Святого Лаврентія в Канаді до річки св. Іоана у північній Флориді і північної Мексиканської затоки; від прісноводних і солонуватоводних приток західної Флориди до Луїзіани в США. Був інтродукованим до багатьох країн світу. В Україні був заселений в 1971 році до Дніпровського лиману і пониззя Дніпра. Відзначені факти відлову цієї риби в Азовському морі та дельті Дону.

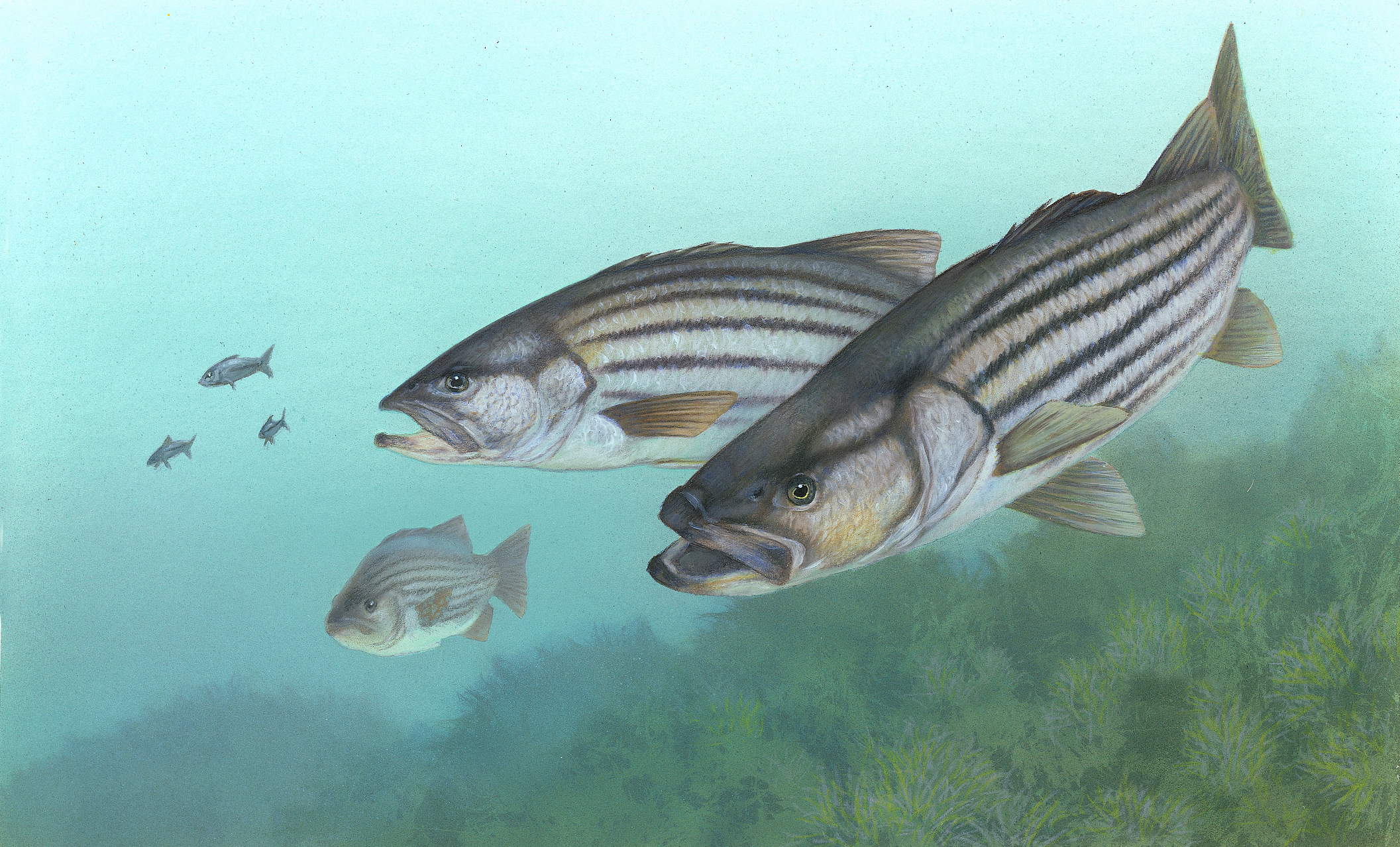
Окунь смугастий на малюнку
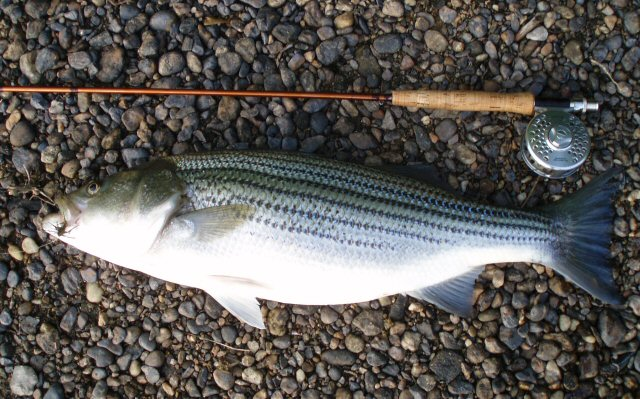
Щойнозловнена риба «Окунь смугастий»